# Outremont (circonscription fédérale)
Pour les articles homonymes, voir Outremont (homonymie).
Circonscription électorale fédérale du Canada
Outremont est une circonscription électorale fédérale canadienne située sur l'île de Montréal, au Québec.
Elle couvre l'arrondissement d'Outremont et une partie de Rosemont–La Petite-Patrie, Villeray–Saint-Michel–Parc-Extension, Ville-Marie et Côte-des-Neiges–Notre-Dame-de-Grâce au sein de la ville de Montréal. Les circonscriptions limitrophes sont Mont-Royal, Papineau, Rosemont—La Petite-Patrie, Laurier—Sainte-Marie et Ville-Marie—Le Sud-Ouest—Île-des-Sœurs.
Englobant 95 771 habitants dont 67 253 électeurs sur une superficie de 15 km2, la circonscription est représentée par Thomas Mulcair de 2007 à 2019, chef du Nouveau Parti démocratique de 2012 à 2017 et chef de l'opposition officielle de 2012 à 2015. À la suite de sa démission de son mandat parlementaire, Rachel Bendayan est élue pour le Parti libéral du Canada le 25 février 2019 lors d'un scrutin partiel.

## Histoire
La circonscription est créée en 1933 avec des parties des circonscriptions de Laurier—Outremont et Mont-Royal. En 1947, elle est abolie et remplacée par Outremont—Saint-Jean. Outremont réapparaît en 1966 avec des parties d'Outremont—Saint-Jean, Cartier et Mont-Royal. Des portions de Papineau—Saint-Denis et Westmount—Ville-Marie sont fusionnées à la circonscription ; les limites de celle-ci sont redéfinies en 1976, 1987, 1996 et 2003. 
Outremont a une longue histoire libérale. De 1935 à 2007, la circonscription n'a élu que des libéraux, à une exception près. Jusqu'en 1963, les libéraux l'emportent systématiquement avec une marge d'au moins 15 points sur les progressistes-conservateurs. À partir de 1965 et jusqu'en 1980, ce sont les néo-démocrates qui se placent deuxième mais avec des scores toujours inférieurs à 20 % - à l'exception de l'élection partielle de 1967. Marc Lalonde est élu ici de 1972 à 1984. Proche de Pierre Trudeau, il est alors successivement ministre de la Santé, ministre de la Justice, ministre de l'énergie et enfin ministre des Finances.  
1984, l'année de la victoire historique des PC, les libéraux conservent Outremont mais avec une marge considérablement réduite face aux conservateurs. Lucie Pépin est alors la première femme à représenter la circonscription et l'une des 40 députés libéraux à Ottawa. Cependant, elle perd son siège en 1988 et Jean-Pierre Hogue devient le premier non-libéral à être élu dans la circonscription.  
En 1993, lors de l'écrasante défaite des Tories, Hogue n'obtient que 9 % des voix et le libéral Martin Cauchon l'emporte face au candidat du nouveau Bloc Québécois, avec 10 points d'avance. Il est réélu avec 20 points d'avance face au BQ en 1997 et 2000. Martin Cauchon est nommé ministre de la Justice de 2002 à 2003 par Jean Chrétien. Cauchon se retire en 2004 et est remplacé par l'ancien bloquiste Jean Lapierre. Ce dernier l'emporte sur le BQ avec sept points d'avance et est nommé ministre des Transports de Paul Martin. Lapierre est réélu en 2006, lors de la victoire conservatrice nationale, avec la même marge face au Bloc.  
À la suite de la démission en janvier 2007 de l'ex-animateur de radio Jean Lapierre, une élection partielle tenue le 17 septembre 2007 fait devenir Thomas Mulcair député, le seul néo-démocrate élu au Québec de 2007 à 2011. La vague orange de 2011 lui apporte 58 collègues NPD québécois et fait de son parti, l'opposition officielle. Mulcair est réélu avec 33 points d'avance sur l'ancien député libéral Martin Cauchon. Jack Layton, chef du NPD, décède en août 2011 et Mulcair lui succède à la chefferie en mars suivant. Il mène son parti à la défaite en 2015. Personnellement réélu avec une marge de 11 points, il perd 51 de ses 95 collègues sur la colline. Le NPD retrouve ainsi sa place historique de troisième parti à Ottawa. Mulcair quitte la chefferie du NPD en 2017 et démissionne de son poste de député en 2018. 
Candidate libérale en 2015, Rachel Bendayan est élue lors de l'élection partielle tenue en février 2019 (en) avec treize points d'avance sur la candidate NPD. Quelques mois plus tard, elle double sa marge sur le NPD lors de l'élection générale. Elle conserve une marge confortable de près de 20 points en 2021.
Lors du redécoupage électoral de 2013, Outremont gagne une portion de territoire sur Laurier—Sainte-Marie mais en cède également à Ville-Marie—Le Sud-Ouest—Île-des-Sœurs, Papineau, Rosemont—La Petite-Patrie et Notre-Dame-de-Grâce—Westmount.

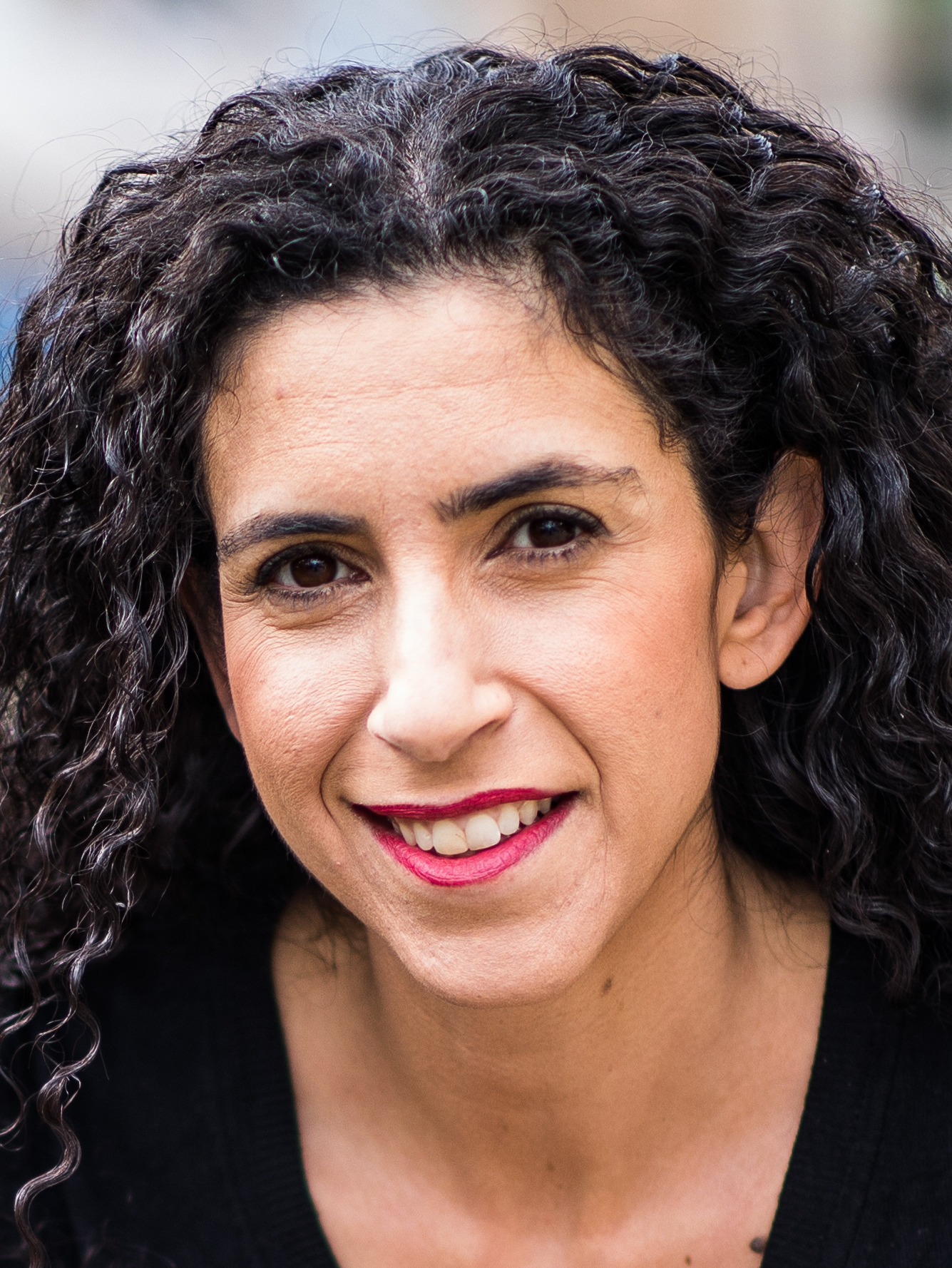
Rachel Bendayan

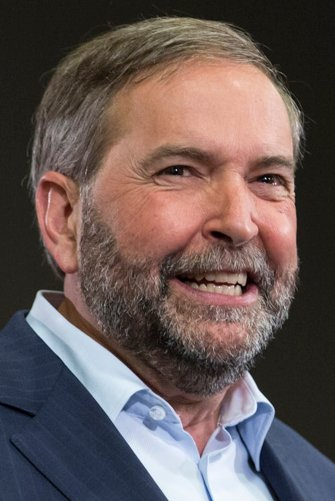
Thomas Mulcair

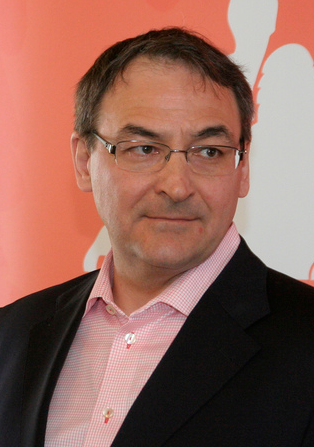
Martin Cauchon

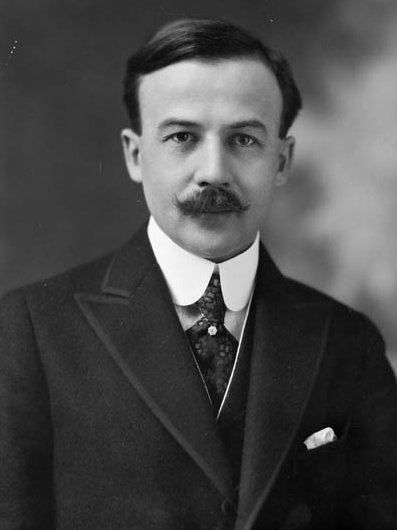
Thomas Vien

## Députés
| Législature                                        | Années        | Député              | Parti | Parti                     |
| -------------------------------------------------- | ------------- | ------------------- | ----- | ------------------------- |
| Outremont issue de Laurier—Outremont et Mont-Royal |               |                     |       |                           |
| 18e                                                | 1935–1940     | Thomas Vien         |       | Libéral                   |
| 19e                                                | 1940–1942     | Thomas Vien         |       | Libéral                   |
| 19e                                                | 1942–1945     | Léo Richer Laflèche |       | Libéral                   |
| 20e                                                | 1945–1949     | Édouard Rinfret     |       | Libéral                   |
| Outremont-St-Jean                                  |               |                     |       |                           |
| 21e                                                | 1949–1952     | Édouard Rinfret     |       | Libéral                   |
| 21e                                                | 1952–1953     | Romuald Bourque     |       | Libéral                   |
| 22e                                                | 1953–1957     | Romuald Bourque     |       | Libéral                   |
| 23e                                                | 1957–1958     | Romuald Bourque     |       | Libéral                   |
| 24e                                                | 1958–1962     | Romuald Bourque     |       | Libéral                   |
| 25e                                                | 1962–1963     | Romuald Bourque     |       | Libéral                   |
| 26e                                                | 1963–1965     | Maurice Lamontagne  |       | Libéral                   |
| 27e                                                | 1965–1967     | Maurice Lamontagne  |       | Libéral                   |
| 27e                                                | 1967–1968     | Aurélien Noël       |       | Libéral                   |
| Outremont                                          |               |                     |       |                           |
| 28e                                                | 1968–1972     | Aurélien Noël       |       | Libéral                   |
| 29e                                                | 1972–1974     | Marc Lalonde        |       | Libéral                   |
| 30e                                                | 1974–1979     | Marc Lalonde        |       | Libéral                   |
| 31e                                                | 1979–1980     | Marc Lalonde        |       | Libéral                   |
| 32e                                                | 1980–1984     | Marc Lalonde        |       | Libéral                   |
| 33e                                                | 1984–1988     | Lucie Pépin         |       | Libéral                   |
| 34e                                                | 1988–1993     | Jean-Pierre Hogue   |       | Progressiste-conservateur |
| 35e                                                | 1993–1997     | Martin Cauchon      |       | Libéral                   |
| 36e                                                | 1997–2000     | Martin Cauchon      |       | Libéral                   |
| 37e                                                | 2000–2004     | Martin Cauchon      |       | Libéral                   |
| 38e                                                | 2004–2006     | Jean Lapierre       |       | Libéral                   |
| 39e                                                | 2006–2007     | Jean Lapierre       |       | Libéral                   |
| 39e                                                | 2007–2008     | Thomas Mulcair      |       | Néo-démocrate             |
| 40e                                                | 2008–2011     | Thomas Mulcair      |       | Néo-démocrate             |
| 41e                                                | 2011–2015     | Thomas Mulcair      |       | Néo-démocrate             |
| 42e                                                | 2015–2019     | Thomas Mulcair      |       | Néo-démocrate             |
| 42e                                                | 2019–2019     | Rachel Bendayan     |       | Libéral                   |
| 43e                                                | 2019–2021     | Rachel Bendayan     |       | Libéral                   |
| 44e                                                | 2021–2025     | Rachel Bendayan     |       | Libéral                   |
| 45e                                                | 2025–en cours | Rachel Bendayan     |       | Libéral                   |

## Résultats électoraux

### Tendances
| |
| - Parti libéral - NPD - Progressiste-conservateur (ancien) - Crédit social (ancien) - Parti vert - Bloc québécois - Alliance canadienne (ancien) - Parti conservateur - Parti populaire |

#### Majorité en voix
|                                                                    |
| Les élections partielles sont surlignées en gris sur le graphique. |